# Re, Piemonte
Re är en ort och kommun i provinsen Verbano Cusio Ossola i regionen Piemonte i Italien. Kommunen hade 736 invånare (2018).